# Juan González (baseballista)
Juan Alberto González Vázquez (ur. 20 października 1969) – portorykański baseballista, który występował na pozycji zapolowego przez 17 sezonów w Major League Baseball.

## Kariera
30 maja 1986 roku w wieku 16 lat podpisał kontrakt jako wolny agent z Texas Rangers i początkowo występował w klubach framerskich "Rangersów", między innymi w Oklahoma City 89ers. W MLB zadebiutował 1 września 1989. Przez pierwsze dwa sezony rozegrał zaledwie 49 spotkań.
W sezonie 1992 był najlepszy w American League w liczbie zdobytych home runów (43), zaś rok później w liczbie zdobytych home runów (46) i w slugging percentage (0,632). W 1996 i 1998 roku został wybrany MVP American League. W sezonie 1998 zwyciężył w klasyfikacji zdobytych doubles (50) i zaliczonych RBI (150). W 2000 roku w ramach wymiany przeszedł do Detroit Tigers, w którym występował przez sezon. W styczniu 2002 podpisał kontrakt z Cleveland Indians. Będąc zawodnikiem Indians, wystąpił po raz trzeci i ostatni w Meczu Gwiazd MLB.
Rok później ponownie jako zawodnik Texas Rangers zdobył 400. home runa w karierze. W styczniu 2004 podpisał kontrakt wart 4,5 miliona dolarów z Kansas City Royals i był to wówczas jeden z najwyższych kontraktów w historii tego klubu. W sezonie 2005 zagrał tylko jeden mecz w Cleveland Indians, z powodu zerwania ścięgna podkolanowego. W późniejszym okresie występował jeszcze w zespołach Minor League Baseball. W 2007 roku grał w zespole Gigantes de Carolina z portorykańskiej ligi zawodowej Liga de Béisbol Profesional Roberto Clemente.
| Nagroda/wyróżnienie     | Lata                               | Źródło |
| 2× MVP American League  | 1996, 1998                         | [ 4 ]  |
| 3× All-Star             | 1993, 1998, 2001                   | [ 2 ]  |
| 6× Silver Slugger Award | 1992, 1993, 1996, 1997, 1998, 2001 | [ 3 ]  |